# Rue au Char
La rue au Char est une voie de la commune française de Lisieux, dans le département du Calvados en région Normandie.

## Origine du nom
Ce nom viens d'une hypercorrection de « rue du Chat » qui devint « rue du Char ».

## Historique

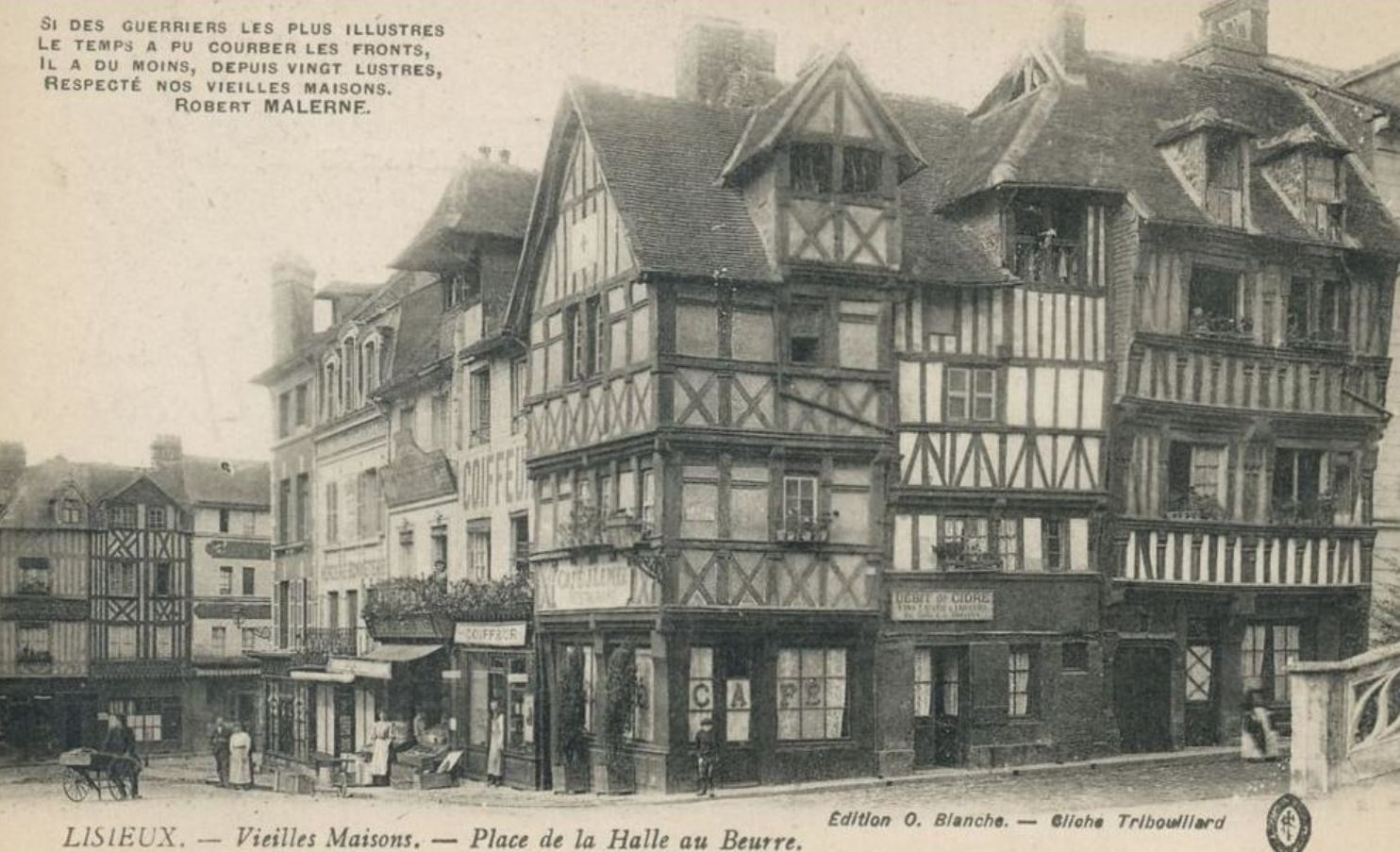
Carte postale des maisons à colombages à l'angle de la rue au Char et de la place de la Halle-au-Beurre.

La rue existait déjà au temps de la cité gallo-romaine, Noviomagus Lexoviorum, dont elle représentait l'axe principal nord-sud ou cardo maximus. Elle resta longtemps sans nom, simplement qualifiée de « la rue par laquelle on va de la poissonnerie à l'église Saint-Jacques » à la fin du XIIIe siècle. La voie était connue sous le nom de « rue Cadoc » aux XIIIe et XIVe siècles, puis prit celui de « rue au Chat », probablement d'après un propriétaire de cette rue, nommé Le Chat. Avec le temps, « Chat » devint « Char » par hypercorrection,.
En 1894 est construit rue au Char, le théâtre municipal de Lisieux, sur les plans de Charles Lucas. Le 4 juin 1948, Vincent Auriol pose la première pierre de la reconstruction de Lisieux, sur les plans de Robert Camelot, rue au Char, à la suite des bombardements de 1944. En 1950, le cinéma « Le Majestic » ouvre rue au Char.

## Bâtiments remarquables et lieux de mémoire
- n°2 : théâtre municipal de Lisieux
- n°7 : cinéma Le Majestic
- n°18 : plaque commémorative indiquant qu'à cet emplacement se trouvait la maison natale de Pierre Lambert de La Motte.

### La rue au cinéma
Une partie du film Populaire, de Régis Roinsard, fut tourné rue au Char.